# Powiat Gambarogno
Gambarogno (wł. Circolo di Gambarogno) – powiat w Szwajcarii, w kantonie Ticino, w okręgu Locarno. Siedziba administracyjna powiatu znajduje się w miejscowości Gambarogno. 
Powiat składa się z jednej gminy (comune) o powierzchni 51,29 km² i o liczbie mieszkańców 5192.

## Gminy
| Nazwa gminy | Liczba mieszkańców 31 grudnia 2021 | Powierzchnia km² |
| ----------- | ---------------------------------- | ---------------- |
| Gambarogno  | 5 115                              | 51,79            |

## Zmiany administracyjne
- 25 kwietnia 2010
  - utworzenie gminy Gambarogno z gmin Caviano, Contone, Gerra (Gambarogno), Indemini, Magadino, Piazzogna, San Nazzaro, Sant’Abbondio i Vira (Gambarogno)